# Cristiani (cognome)
Cristiani è un cognome di lingua italiana.

## Varianti
Crastan, Cristaldi, Cristaldo, Cristando, Cristanelli, Cristani, Cristanini, Cristano, Cristante, Cristaudo, Cristi, Cristiano, Cristina, Cristini, Cristino, Cristinzio, Cristo, Cristò, De Cristina, Di Cristo.

## Origine e diffusione
Cognome tipicamente panitaliano, è presente prevalentemente al centro-nord.
Potrebbe derivare da alcuni prenomi legati alla figura di Cristo. Presenta dunque affinità col cognome Cristoforo.
La variante Cristani compare al centro-nord; Cristiano e Cristano sono centro-meridionali; De Cristina, Cristando e Cristò sono calabresi e siciliani; Crastan è di origine ladina e compare in Svizzera e Toscana.

## Persone
- Cesare Cristiani di Ravarano (1797-1857) – magistrato e politico italiano
- Dhia Cristiani (1921-1977) – attrice e doppiatrice italiana
- Euro Cristiani (1948) – batterista, cantante e compositore italiano